# フレデリック・ワルトマン
フレデリック・ワルトマン（Frederic Waldman, 1903年4月17日 - 1995年12月1日）は、オーストリア出身の指揮者。
ウィーンの出身。1918年からリヒャルト・ロベルトに個人的にピアノを学び、ゲオルク・セルに指揮法、カール・ヴァイグルに作曲を学んだ。その後はリハーサル・ピアニストとして活動し、1930年代にはリヒャルト・シュトラウスやアルトゥーロ・トスカニーニの指揮する公演にコーチとして参加し、ヨース・バレエ団でも指揮をするようになった。1935年にはイギリスに移り、1941年にニューヨークに発つまで指揮法の教師を務めた。ニューヨークに移ってからは、ピアノ伴奏者として活動しつつ、マネス大学で指揮法の講座を受け持ち、1947年から20年に渡ってジュリアード音楽院で指揮法の教授を務めた。1950年代に入ってからはジュリアード音楽院のオペラの監督も任されるようになり、ルイジ・ダッラピッコラの《囚人》やリヒャルト・シュトラウスの《カプリッチョ》等の作品をアメリカに紹介した。1957年からは、自ら室内オーケストラのムジカ・エテルナを結成し、自ら指揮者として演奏会を企画・運営するようになった。1985年に演奏活動を引退。
マンハッタンの自宅にて逝去。